# Ebiḫ-Il

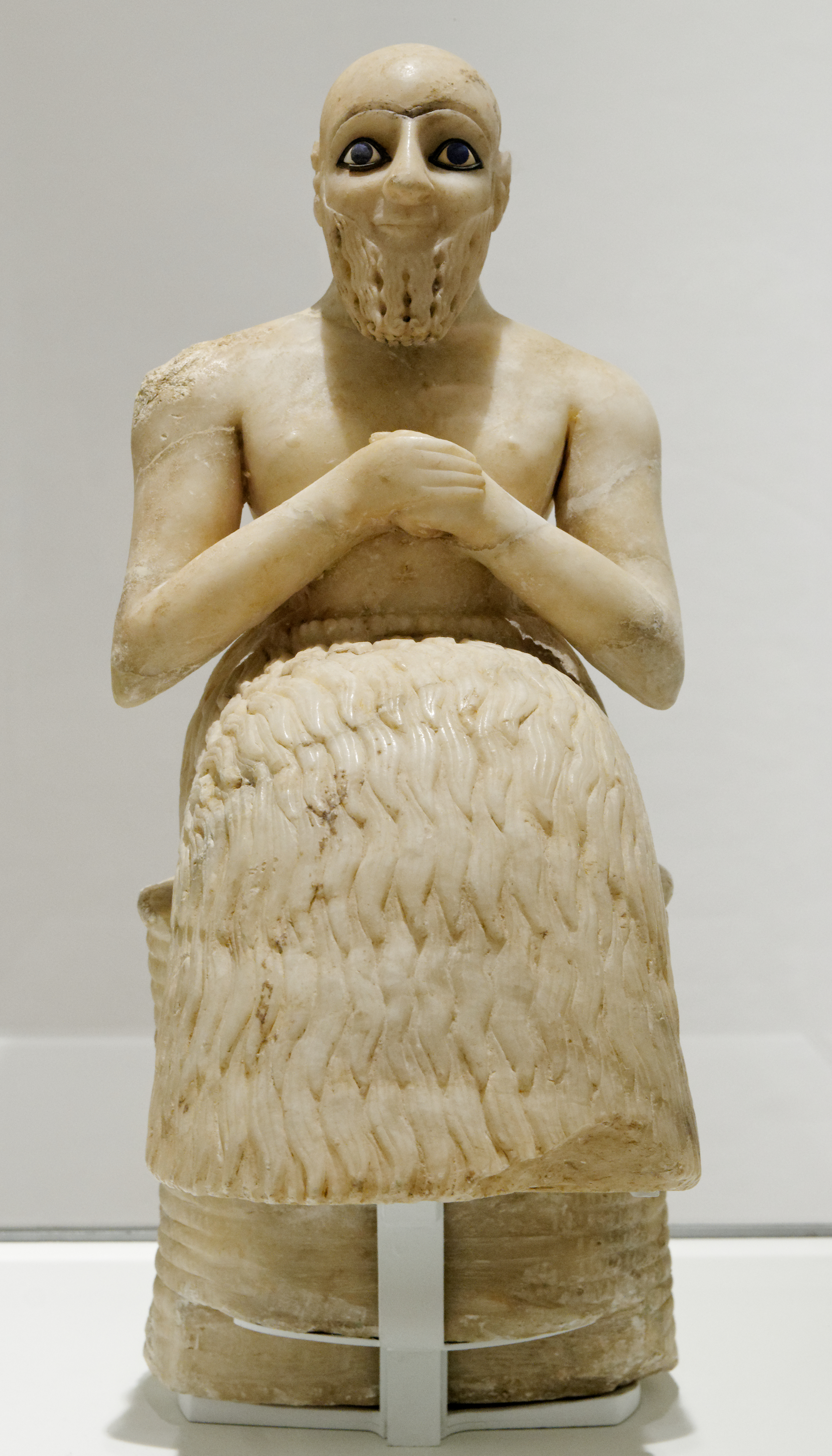
Statuette des Ebiḫ-Il, Louvre

Ebiḫ-Il war ein Beamter von Mari in der Šakkanakku-Periode in der Mitte des 3. Jahrtausends v. Chr. Er ließ für die Göttin Aštar eine Beterstatuette anfertigen, die in hervorragendem Erhaltungszustand in Mari gefunden wurde. Sie befindet sich heute im Louvre.